# Матвеевка (приток Юги)
Матвеевка — река в России, протекает по территории Медвежьегорского района Карелии. Устье реки находится в 3,2 км по левому берегу реки Юги на высоте 94,1 м над уровнем моря. Длина реки — 14 км, площадь водосборного бассейна — 54,3 км².
Высота истока — выше 126,2 м над уровнем моря. Исток расположен в 2 км к северо-востоку от Ванжозера.

## Данные водного реестра
По данным государственного водного реестра России относится к Баренцево-Беломорскому бассейновому округу, водохозяйственный участок реки — Нижний Выг от Выгозерского гидроузла и до устья. Речной бассейн реки — бассейны рек Кольского полуострова и Карелии, впадает в Белое море.